# Schloss Arbing
Das Schloss Arbing liegt in der gleichnamigen Gemeinde Arbing im Bezirk Perg in Oberösterreich (Schloßberg N° 2). Das Erdgeschoß des Gebäudes wird heute als „Schlosstaverne“ genutzt.

## Geschichte
1137 erscheint in einer Urkunde des österreichischen Herzogs Leopold IV. unter den Zeugen erstmals ein „Gerboto de Arbingin“ als Lehnsmann unter dem hochfreien Gottschalk von Perge-Machland. Arbing wurde in der Folge zu einem Kuenringer und dann zu einem Liechtensteiner Lehen. 1288 kam es an das Ministerialengeschlecht der Wetzel von Arbing („Wetzelo de arbing“). 1356 ist ein Wetzel von Erwing genannt, 1394 werden noch Dietreich und Dietmar die Wetzel von Ärbing, 1406 ein Wetzel von Arbing erwähnt. Wetzel IV. und dessen Sohn Dietmar übten beide das Amt eines Landesrichters im Machland aus.
Die Wetzel von Arbing blieben bis 1406 im Besitz der Burg. 1464 verlieh Hans von Liechtenstein dem Pilgrim Walch die Herrschaft Arbing, 1485 gehörte es Ladislaus Prager. Diesem folgten die Walchen, die sich dann Walchen von Arbing nannten. Die Kirche von Arbing wurde 1483 von den Walchen als Eigenkirche erbaut und die Burg umgebaut. An dieses Geschlecht erinnern in der Pfarrkirche zwei Grabsteine aus rotscheckigem Adneter Marmor aus den Jahren 1520 bzw. 1509. 
Von den Walchen erwarb 1523 Simon Geyer von Osterberg die Burg. Als Besitzer aus dem Geschlecht der Osterbergs werden Simon (1523–1535), Hektor, Roman und Karl (1535–1537) und dann noch ein Karl (1537–1544) genannt. 1544 verkaufte dieser Karl Geyer von Osterberg Burg und Herrschaft an den Beck von Leopoldsdorf. 1557 gelangten die Yslung von Tratzberg in den Besitz von Arbing. 1590 kam Arbing wieder an die Geyer von Osterburg. 1602 kaufte der Pfennigmeister Freiherr Hans Jakob Löbel Arbing. Als Heiratsgut für seine Tochter Elisabeth kam Arbing dann an Rudolf von Sprinzenstein. 
Die Sprinzensteiner verkauften 1622 die Herrschaft Arbing an den Grafen Leonhard Helfrich von Meggau zu Greinburg. Dieser schlug Arbing zu seinem Gutsbesitz von Greinburg. Von den Erben des Meggauers ging Arbing über die Erbtöchter an die Starhembergs (1644–1646), an Graf Gottfried Breuner (1646–1668), Siegmund Ludwig von Dietrichstein (1668–1700) und an Graf Oktavius Cavriani (1700–1716). Diesem folgte Graf Norbert von Salburg (1716–1811) und dann Josef Karl Graf von Dietrichstein (1811–1824). 
Zu Beginn des 18. Jahrhunderts wurde Arbing neu gestaltet: Der Graben wurde zugeschüttet, die Mauer abgerissen und der einstige Palas wurde zu einem Schloss umgestaltet.
1824 erwarb Graf Christoph von Clam-Martinic Arbing und vereinigte es mit seiner Herrschaft Clam. 1845 war Gräfin Gabriele vom Paumgarten Mitbesitzerin von Arbing. 1906 verkaufte Graf Heinrich von Clam-Martinic das ruinös gewordene Schlossgebäude (ohne Kirche und Turm) an den Gastwirt Josef Schweiger.

## Beschreibung
Da Arbing über Jahrhunderte mit anderen Herrschaften zusammengelegt und von dort aus verwaltet wurde, ist es nicht verwunderlich, dass das Schloss und die dazugehörigen Wehranlagen nicht mehr erhalten wurden und in der Folge verfielen. Ursprünglich war Arbing eine rechteckige, drei- bis viergeschoßige Baugruppe mit Vorburg, Graben, hoher Ringmauer, die auch das Wirtschaftsgebäude (heute Friedhof) und die Hoftaverne (heute Gasthaus Froschauer) einschloss, und einem mächtigen Bergfried. Zu Beginn des 18. Jahrhunderts wurde die Anlage zu einem Schloss umgestaltet.
Vom einstigen Schloss ist nur mehr ein viereckiger Wohnbau (Palas) mit hohem Dach erhalten. Dieser Bau besitzt ein abgewalmtes Satteldach vom Ende des 16. Jahrhunderts. Im ersten Stock des Wohnbaus befindet sich eine Tramdecke aus Lärchenholz (15./16. Jahrhundert). Im Schlossbau finden sich mächtige Kreuzgratgewölbe auf viereckigen Pfeilern sowie Stichkappentonnen mit stuckierten Graten, die in das ausgehende 16. Jahrhundert zu datieren sind. Geometrische Feldmuster und Prägestuckleisten verraten eine einst repräsentative Ausstattung. Von außen wirkt der Bau nüchtern und klobig. Er dient zum Teil als Schuppen bzw. als Lagerraum für das danebenstehende und in die Ringmauer eingebaute Gasthaus.
Der Kirchturm von Arbing (der in seinem Inneren allgemein zugänglich ist) mit seinen vorgekröpften Schützentürmchen (Pfefferbüchsen) an den vier Ecken und einer Plattform war einst der Turm des Schlosses. Da er aber erst um 1510 erbaut wurde, kann er nicht der Bergfried der hochmittelalterlichen Burg gewesen sein. Zur Ortschaft hin sind Wohnbau (Palas) und Kirche durch eine niedrige Mauer aus jüngerer Zeit abgesichert. An der Stelle des einstigen Torbaus führt die Dorfstraße zum Kirchplatz. Unter einigen Unebenheiten hinter dem Gasthaus Froschauer können Mauern der früheren Vorburg vermutet werden.

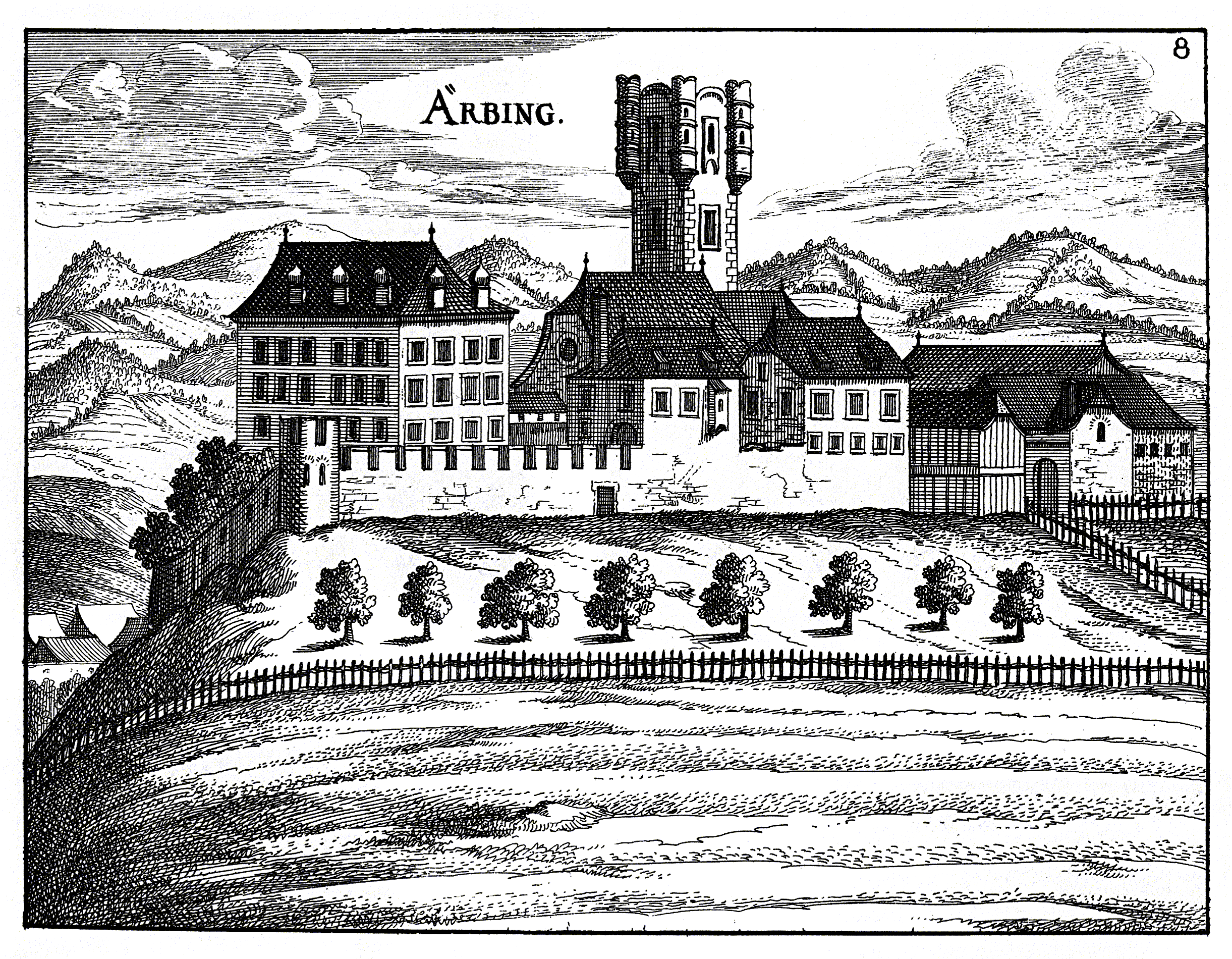
Kupferstich von Georg Matthäus Vischer 1674
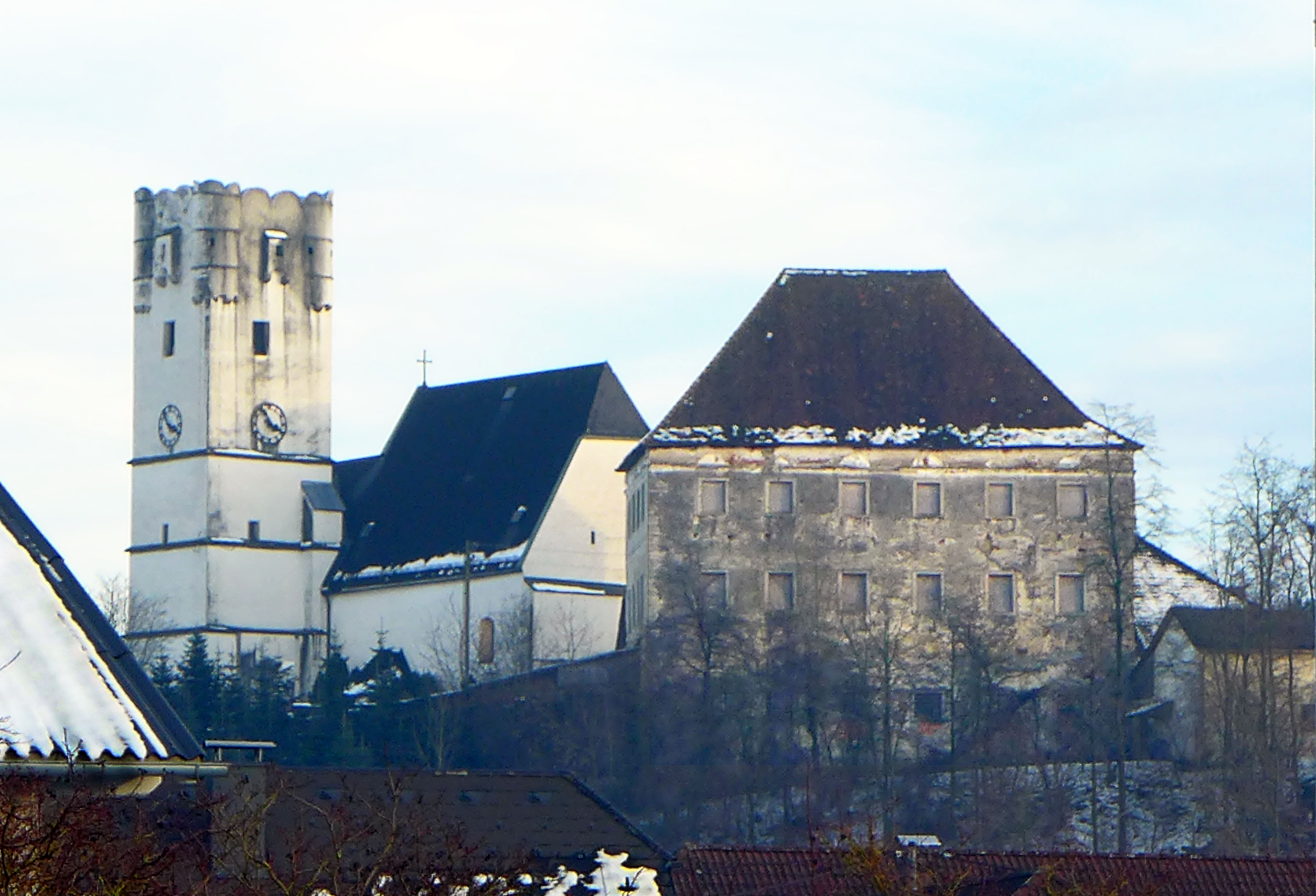
Schloss Arbing von Westen
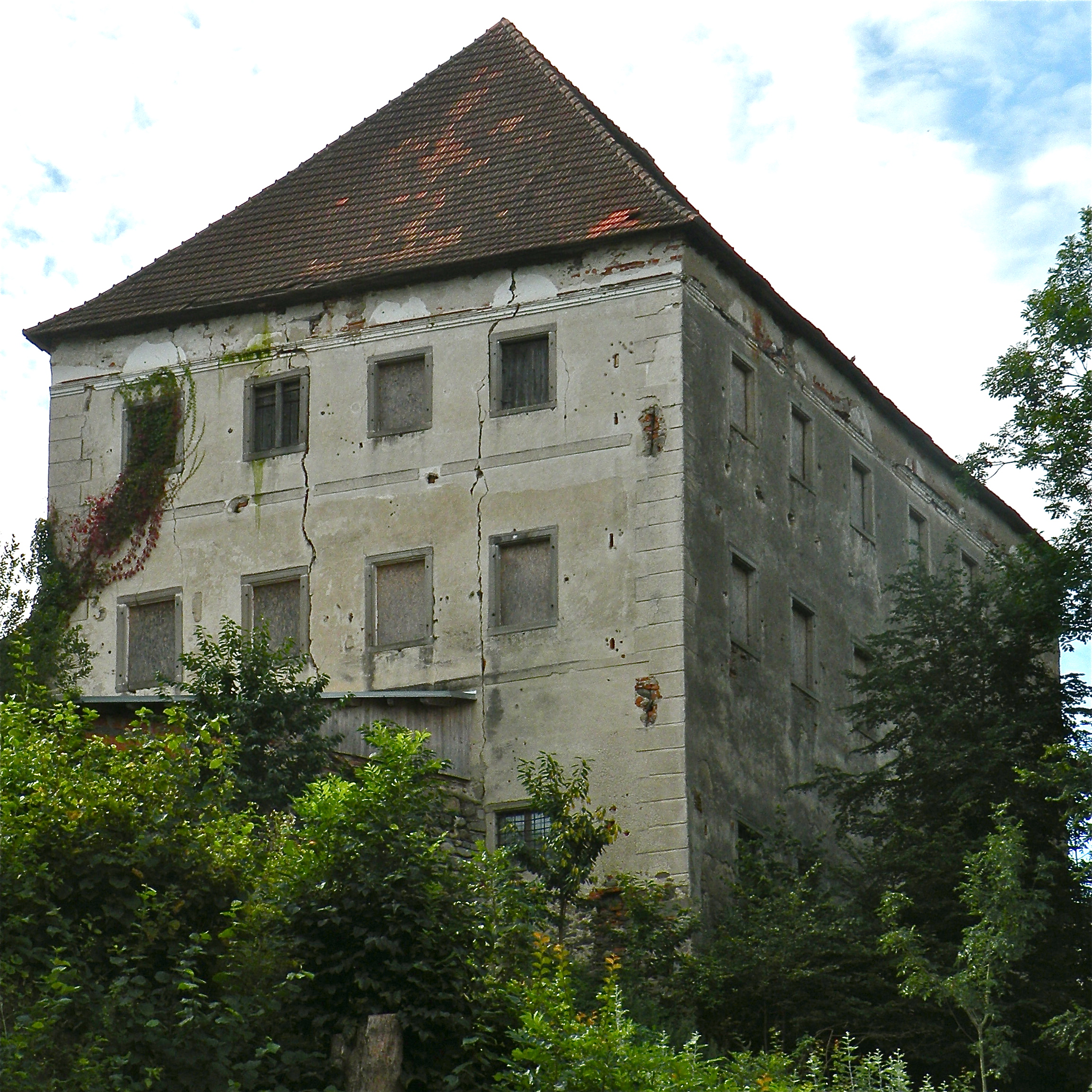
Palas (Wohnbau) von Norden
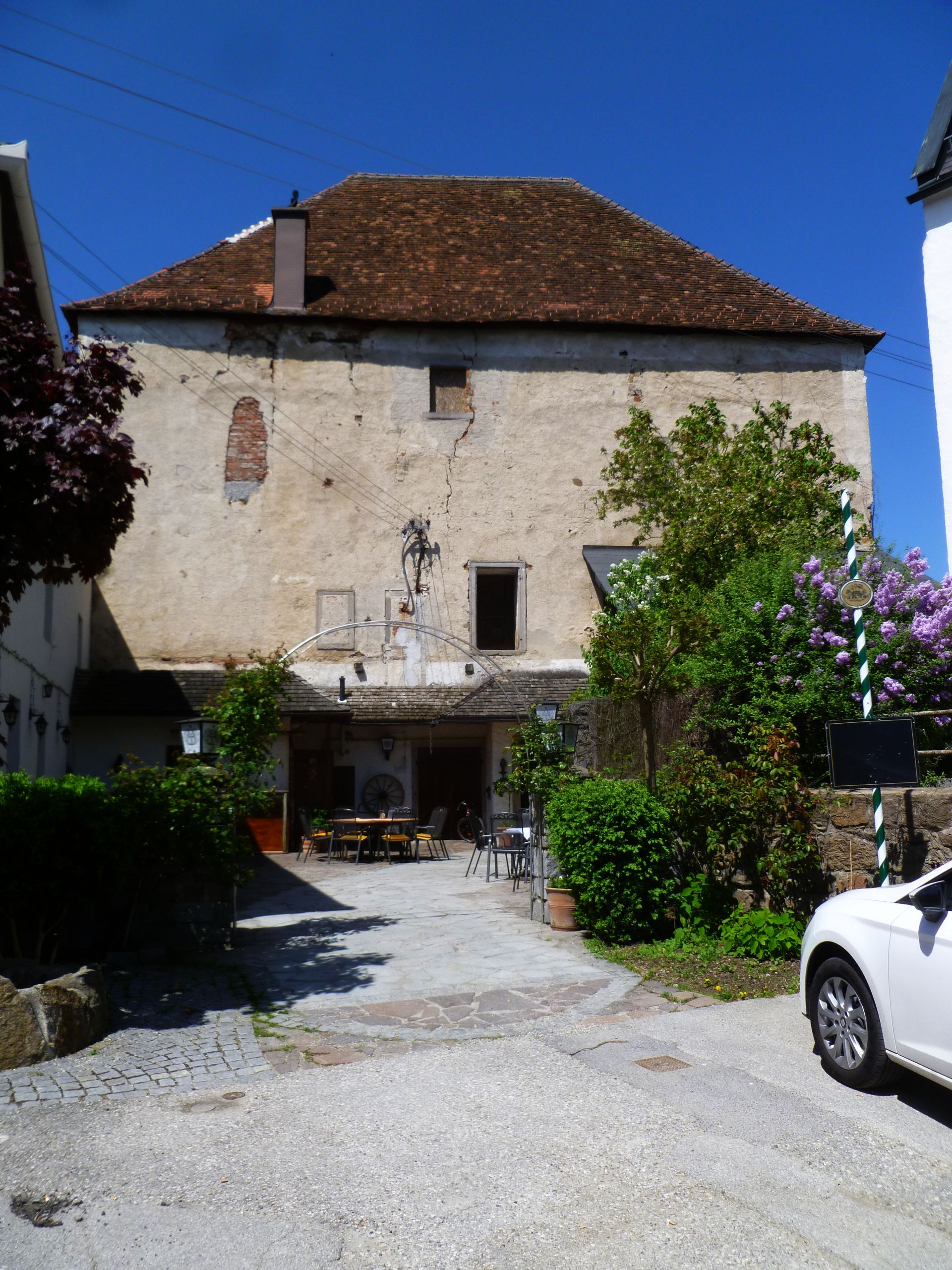
Palas (Wohnbau) von Osten
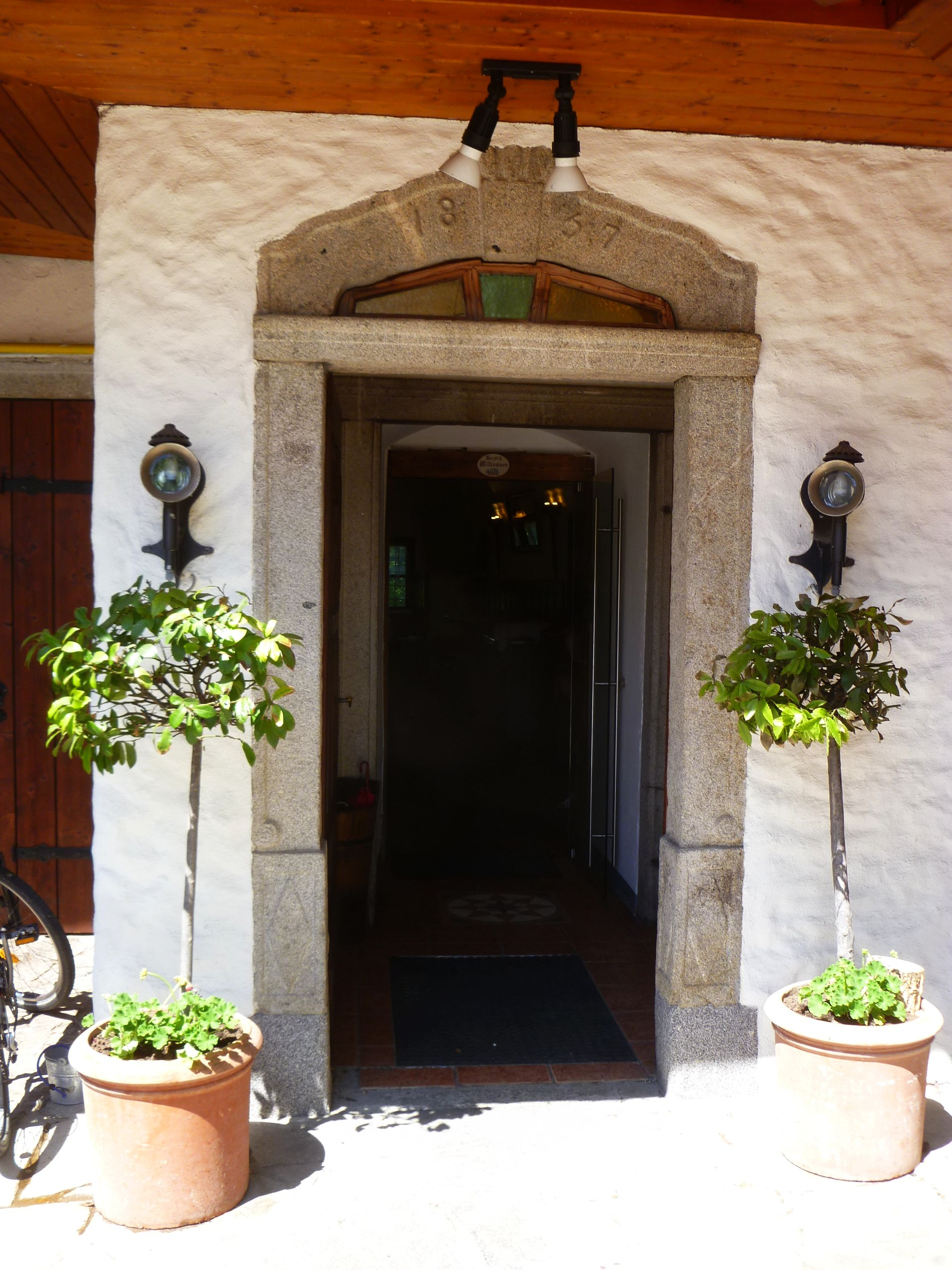
Palas (Wohnbau). Nun mit Eingang zur Schlosstaverne von 1837.
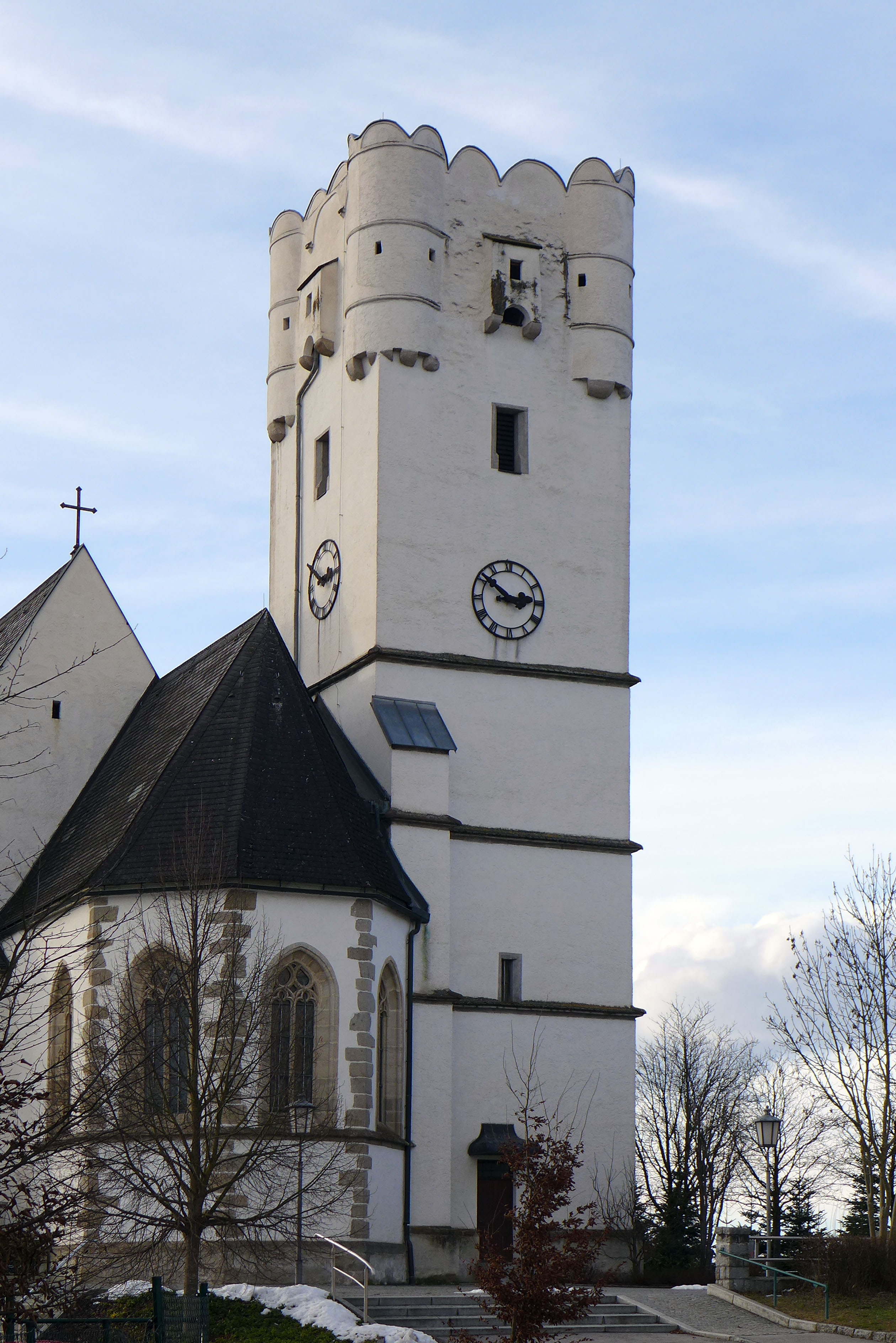
Ehemaliger Schlossturm. Nun Kirchturm
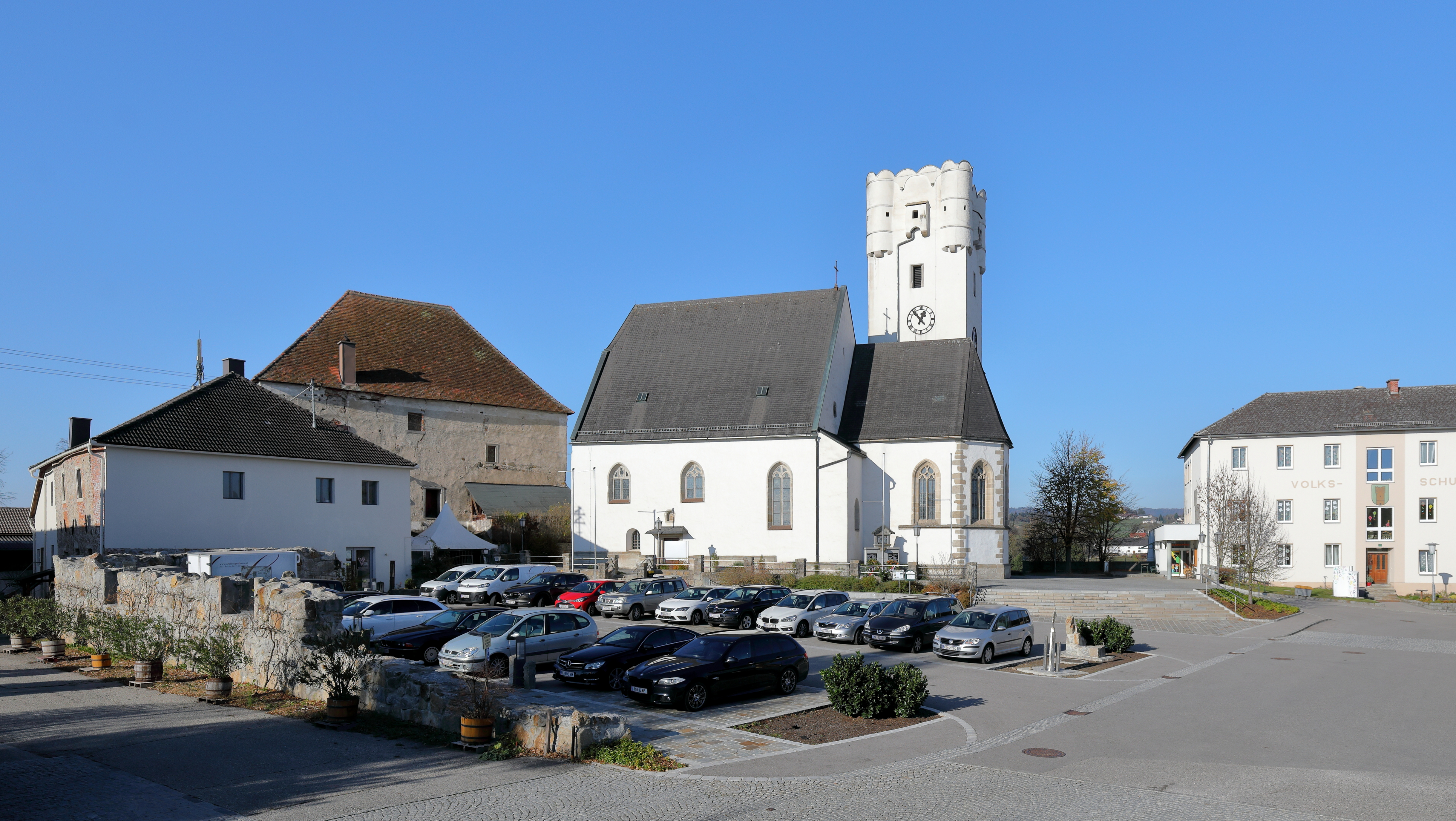
Ehemaliger Schlossplatz. Nun Kirchplatz am Schlossberg